# Национални парк Боржоми-Карагаули
Национални парк Боржоми-Карагаули (груз. ბორჯომ-ხარაგაულის ეროვნული პარკი) се налази у централној Грузији, на Малом Кавказу, југозападно од главног града Тбилисија. Он је екорегион мешовитих кавкашких шума.
То је највећи национални парк у Грузији, обухвата шест административних округа које се протежу од града Боржомија до града Карагаулија. Простире се на површини од 851 km². Парк је основан 1995. године а званично отворен 2001.
Посебна јединственост је разноликост географских и еколошких зона, пејзажа, историјских споменика и богате флоре и фауне. Парк брзо развија туристичку инфраструктуру.
.

## Историја
Историја парка датира из средњовековног доба када га је првенствено за лов користила локална аристократија.
Када је Грузија изгубила независност и постала део Руске империје, Велики војвода Михаил Николајевич је постао гувернер Закавказја. Био је импресиониран лепотом парка Боржоми и ту је изградио своју летњу резиденцију.
Велики војвода је забранио било какву сечу шума или лов, чиме је постављен темељ будућности парка.
1995. године је подржано стварање националног парка Боржоми-Карагаули од стране Светске фондације за природу и Немачке, а званично је отворен 2001.

## Забринутост за животну средину
Нафтовод Баку-Тбилиси-Чејхан пролази поред границе националног парка. Одлука да цеви нафтовода буду постављене тако близу парка изазвала је бројне протесте група за заштиту животне средине, које сматрају да би цурења могла да угрозе екосистем парка. Такође напомињу да је то подручје подложно клизиштима, која могу довести до рушења нафтовода. Истичу и да изградња гасовода неповољно утиче на продају Боржоми минералне воде. Минерална вода има значајан удео у грузијском извозу. Августа 2008, више од 3 km² шуме у парку је изгорело у пожару за који Грузија окривљује Русију.